# 瓦格纳 (南卡罗来纳州)
瓦格纳（英文：Wagener），是美国南卡罗来纳州下属的一座城市。城市类型是“Town”。其面积大约为1.18平方英里（3.06平方公里）。根据2010年美国人口普查，该市有人口797人，人口密度约为每平方 英里674.85人（约合每平方公里260.57人）。